# Mowa zależna (literatura)
Mowa zależna (łac. oratio obliqua) – sposób przedstawiania słów postaci w utworze literackim. Charakteryzuje się on użyciem formy zdań podrzędnych w przytoczeniach, np.: Andrzej wielokrotnie mówił, że nie należy mieszać pojęć.